# Roman Konwerski
Roman Konwerski (ur. 19 lipca 1910 we wsi Kąty, zm. 29 lipca 1943 w obozie koncentrecyjnym Mauthausen) – polski patriota, zamordowany przez niemieckich nazistów.

## Okoliczności śmierci
Roman Konwerski był mieszkańcem wsi Kąty pod Ciechanowem. Jego postać związana jest z wydarzeniami, jakie rozegrały się 17 grudnia 1942 r. na dziedzińcu ciechanowskiego zamku. Okupujący miasto Niemcy zaplanowali na ten dzień pokazową egzekucję (poprzez powieszenie) czterech żołnierzy Armii Krajowej – Kazimiery Grzelak, Zenobii Jelińskiej, Tadeusza Jureckiego oraz Bolesława Nodzykowskiego. Około południa w mieście przeprowadzona została masowa łapanka. Spośród około 2 tys. osób, spędzonych na dziedziniec warowni, hitlerowcy wybrali Romana Konwerskiego, aby ten pełnił funkcję kata, wyciągając skazanym stołki spod nóg. Konwerski odmówił jednak wykonania polecenia, wypowiadając publicznie słowa: 

Braci swych wieszać nie będę.

 Za przeciwstawienie się okupantowi został pobity, zabrany na Gestapo, a następnie wywieziony do obozu koncentracyjnego w Mauthausen i tam stracony.

## Upamiętnienie
Imię Romana Konwerskiego nosi jedna z ulic w Ciechanowie. Tam też w 1979 r. wystawiono głaz z poświęconą mu tablicą, na której widnieje powyższy cytat.
Symboliczną tablicę dla Romana Konwerskiego ufundowano także wewnątrz kościoła parafialnego w Opinogórze Górnej.